# Anthony Lovrich
Anthony Lovrich   (Perth, 5 de desembre de 1961) és un remer australià, ja retirat, que va competir durant la dècada de 1980.
El 1984 va prendre part en els Jocs Olímpics d'Estiu de Los Angeles, on va guanyar la medalla de plata en la competició del quàdruple scull del programa de rem. Formà equip amb Paul Reedy, Gary Gullock i Timothy Mclaren. Posteriorment exercí d'entrenadors, entre d'altres, de la selecció australiana de rem.